# Шеризе (Мозел)
Шеризе (фр. Chérisey) насеље је и општина у североисточној Француској у региону Лорена, у департману Мозел која припада префектури Мец Кампањ.
По подацима из 2011. године у општини је живело 275 становника, а густина насељености је износила 54,24 становника/km². Општина се простире на површини од 5,07 km². Налази се на средњој надморској висини од 250 метара (максималној 258 m, а минималној 203 m).

## Демографија
| 1962. | 1968. | 1975. | 1982. | 1990. | 1999. | 2011. |
| ----- | ----- | ----- | ----- | ----- | ----- | ----- |
| 137   | 169   | 207   | 204   | 231   | 262   | 275   |

График промене броја становника у току последњих година